# Kisumu (hrabstwo)
Kisumu – jedno z 47 hrabstw Kenii. Jego siedzibą jest miasto Kisumu. Liczy 1 155 574 mieszkańców (2019), z czego większość to grupa etniczna Luo. Hrabstwo Kisumu graniczy z Jeziorem Wiktorii na zachodzie, oraz z hrabstwami: Siaya, Vihiga i Nandi na północy, z Kericho na wschodzie i z Homa Bay na południu.

## Rolnictwo
Główną działalnością hrabstwa jest rybołówstwo. Główne uprawy w regionie to: kukurydza, fasola, słodkie ziemniaki, sorgo i
maniok, a także nawadnia się pomidory i kapustę. Produkcja zwierzęca ma zazwyczaj charakter tradycyjny. Główne gatunki hodowlane w hrabstwie obejmują bydło zebu, lokalny drób i kozy. 

## Religia
Struktura religijna w 2019 roku wg Spisu Powszechnego:
- protestantyzm – 53,3%
- katolicyzm – 19,6%
- niezależne kościoły afrykańskie – 18,2%
- pozostali chrześcijanie – 4,8%
- islam – 1,5%
- pozostali – 2,6%.

## Podział administracyjny

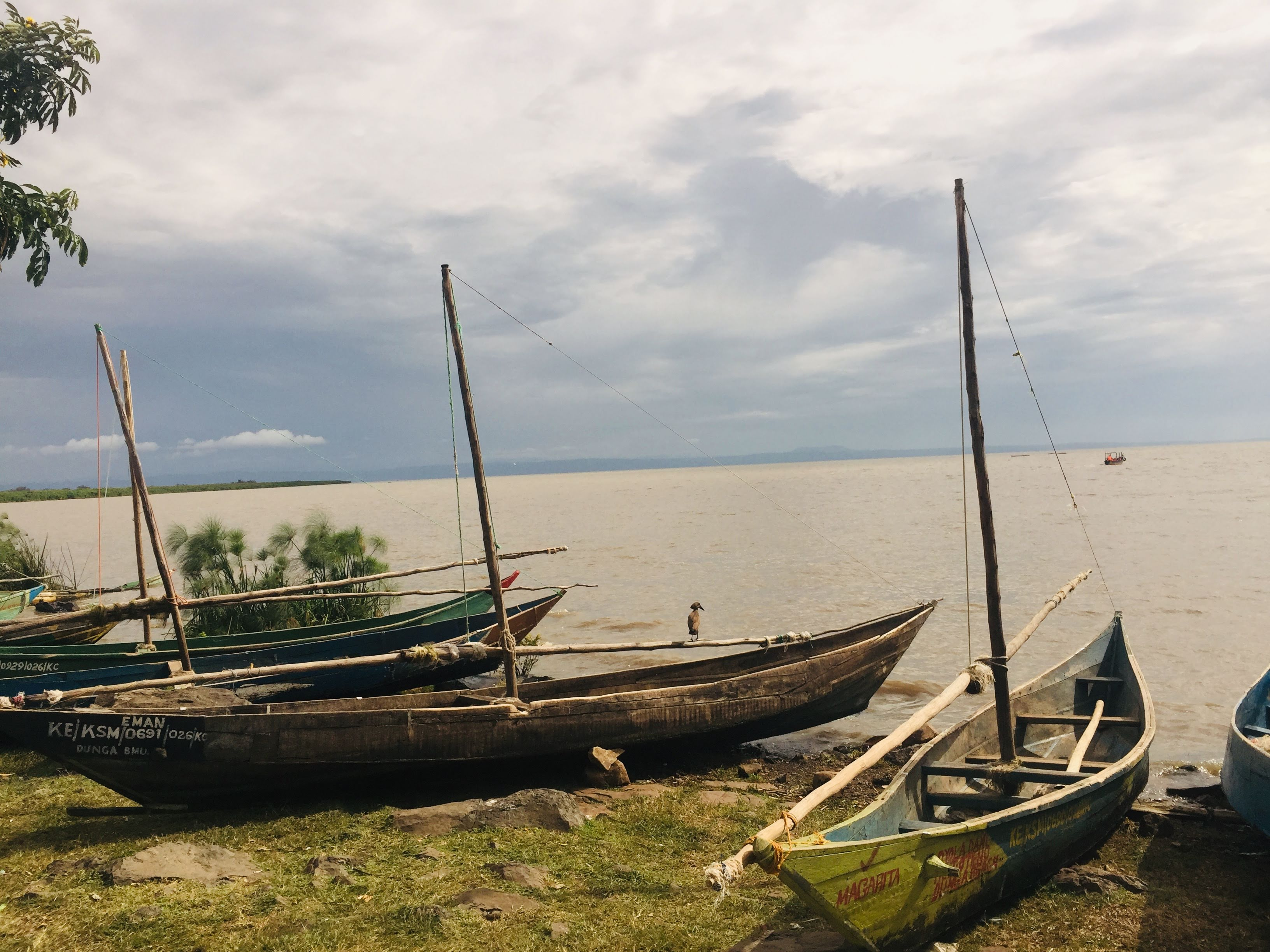
Łodzie na plaży Dunga

Hrabstwo Kisumu składa się z siedmiu okręgów:
- Kisumu East,
- Kisumu West,
- Kisumu Central,
- Seme,
- Nyando,
- Muhoroni i
- Nyakach.